# Hedwig Courths-Mahler

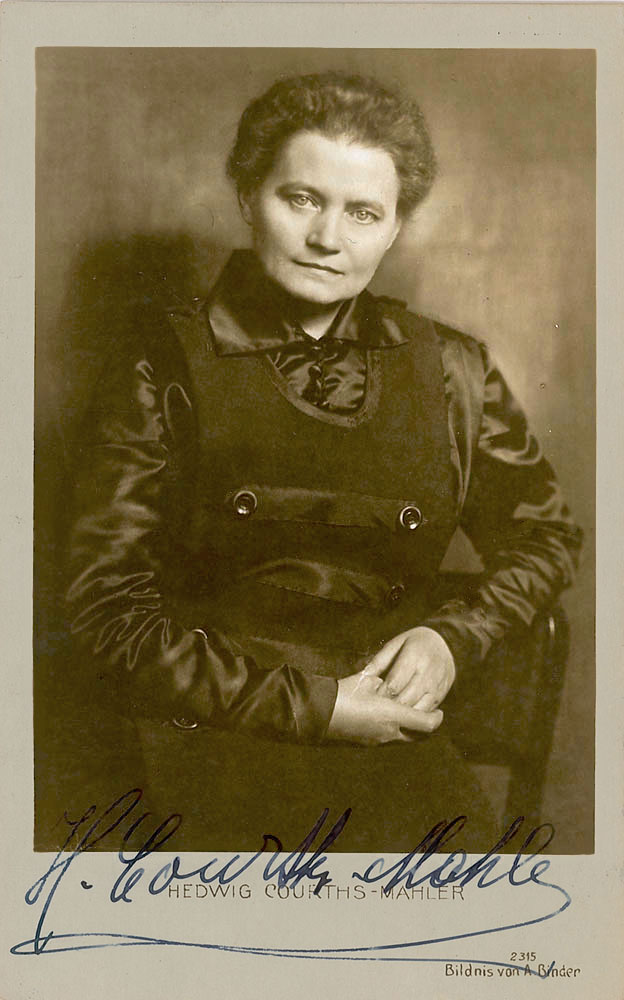
Hedwig Courths-Mahler

Hedwig Courths-Mahler (* 18. Februar 1867 in Nebra; † 26. November 1950 in Tegernsee; eigentlich Ernestine Friederike Elisabeth Courths geb. Mahler) war eine deutsche Schriftstellerin. Sie verfasste über 200 Liebesromane, die zu ihren Lebzeiten sehr beliebt waren und bis in die Gegenwart in gekürzter Form als regelmäßig erscheinende Heftromane erhältlich sind. Ihre erfolgreichsten Arbeiten, mit Gesamtauflagen bereits zu ihren Lebzeiten von über 100.000 Exemplaren, entstanden zwischen 1910 und 1926.

## Leben

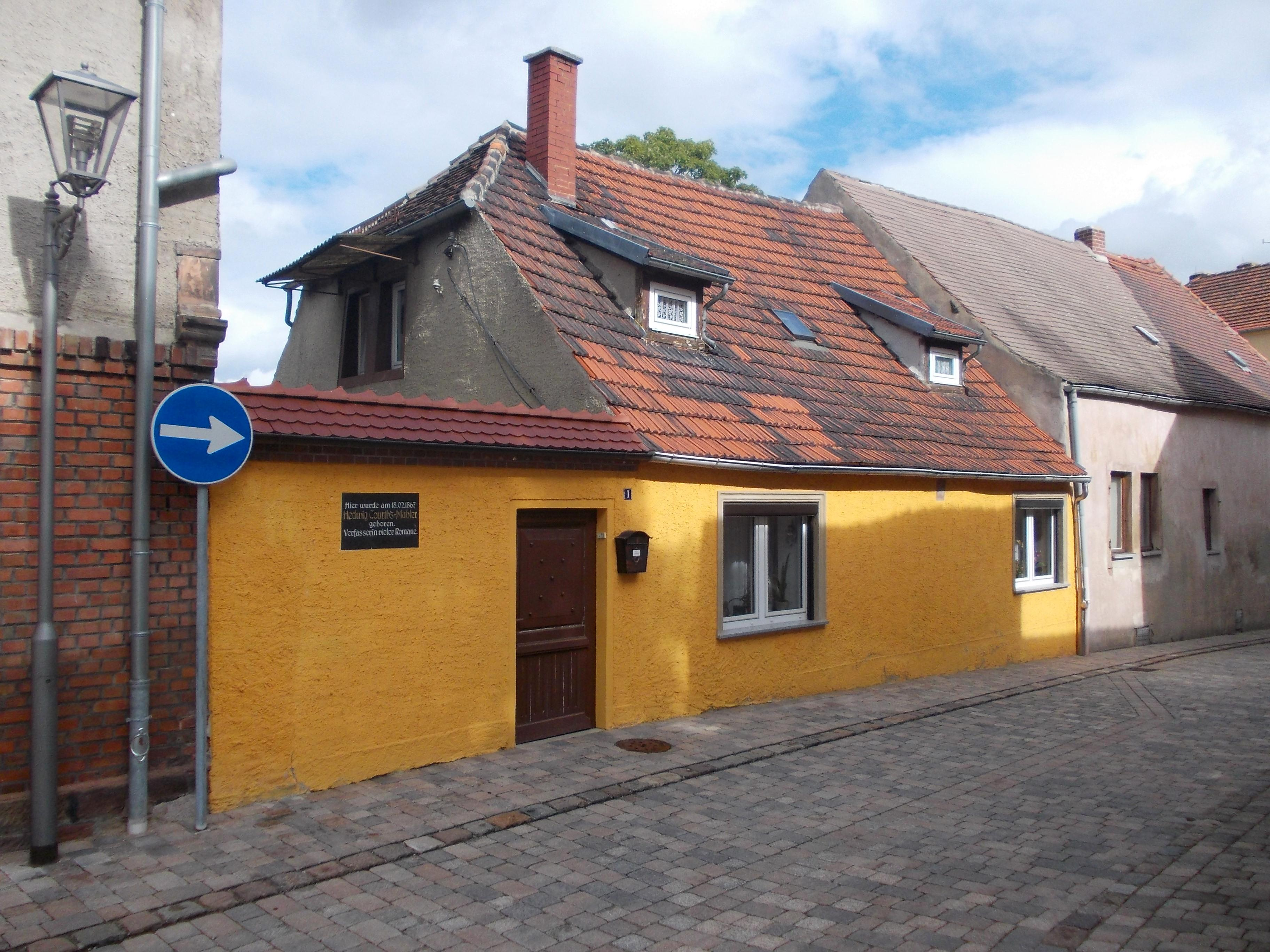
Geburtshaus in Nebra (Unstrut)

Ernestine Mahler wurde als nichteheliches Kind der Marketenderin Henriette Mahler und des Saaleschiffers Ernst Schmidt geboren. Ihr Vater fiel noch vor der Geburt 1866 bei Königgrätz. Ihr Stiefvater Max Brand lehnte sie ab, weshalb die Halbwaise beim Schusterehepaar Birkner in Weißenfels aufwuchs. Sie verließ früh die Schule, um Geld zu verdienen.
Mit 14 Jahren kam sie nach Leipzig zu ihrer inzwischen hier lebenden Mutter. Sie arbeitete nun als Dienstmädchen und nebenher als Vorleserin für eine alte Dame in der Familie ihres Arbeitgebers. Dadurch und durch die eigene Lektüre von Marlitt-Romanen in der von dieser Familie abonnierten „Gartenlaube“ kam sie mit der Literatur in Berührung und entdeckte dabei ihre Freude am eigenen Schreiben. Siebzehnjährig schrieb sie ihre erste Erzählung Wo die Heide blüht, die in einer Lokalzeitung abgedruckt wurde. In Halle arbeitete sie danach als Verkäuferin.
1889 heiratete sie in Leipzig den Dekorationsmaler Fritz Courths und wurde Mutter von zwei Töchtern. Nachdem ihr Ehemann 1894 eine Arbeitsstelle in Chemnitz angenommen hatte, übersiedelte die ganze Familie dorthin. Sie schrieb auf Drängen des mit ihr befreundeten Chefredakteurs Paul Hermann Hartwig weiter, und 1904 veröffentlichte er ihr erstes Roman-Manuskript im Chemnitzer Tageblatt in Fortsetzungen unter dem Titel Licht und Schatten, nunmehr unter dem von Hartwig kreierten Namen Hedwig Courths-Mahler.
1905 zog die Familie nach Berlin, da der Betrieb, in dem Fritz Courths arbeitete, nach Berlin umgezogen war. Von 1905 bis 1914 wohnte sie in Karlshorst im Haus des Bruders von Fritz Courths, des Architekten F. Courths, und anschließend in Charlottenburg. In Berlin begann für Hedwig Courths-Mahler eine intensive Schaffensperiode. Die Einbände ihrer Romane, von denen mehrere pro Jahr erschienen, 1920 allein vierzehn, gestaltete zumeist ihr Ehemann. Hedwig Courths-Mahler wurde zu einer der angesehensten Persönlichkeiten Berlins. In ihrem Salon in Charlottenburg verkehrten zahlreiche Berliner Künstler, vor allem Schauspieler, unter ihnen Adele Sandrock, Emil Jannings, Curt Goetz, Fritzi Massary und Käthe Haack.

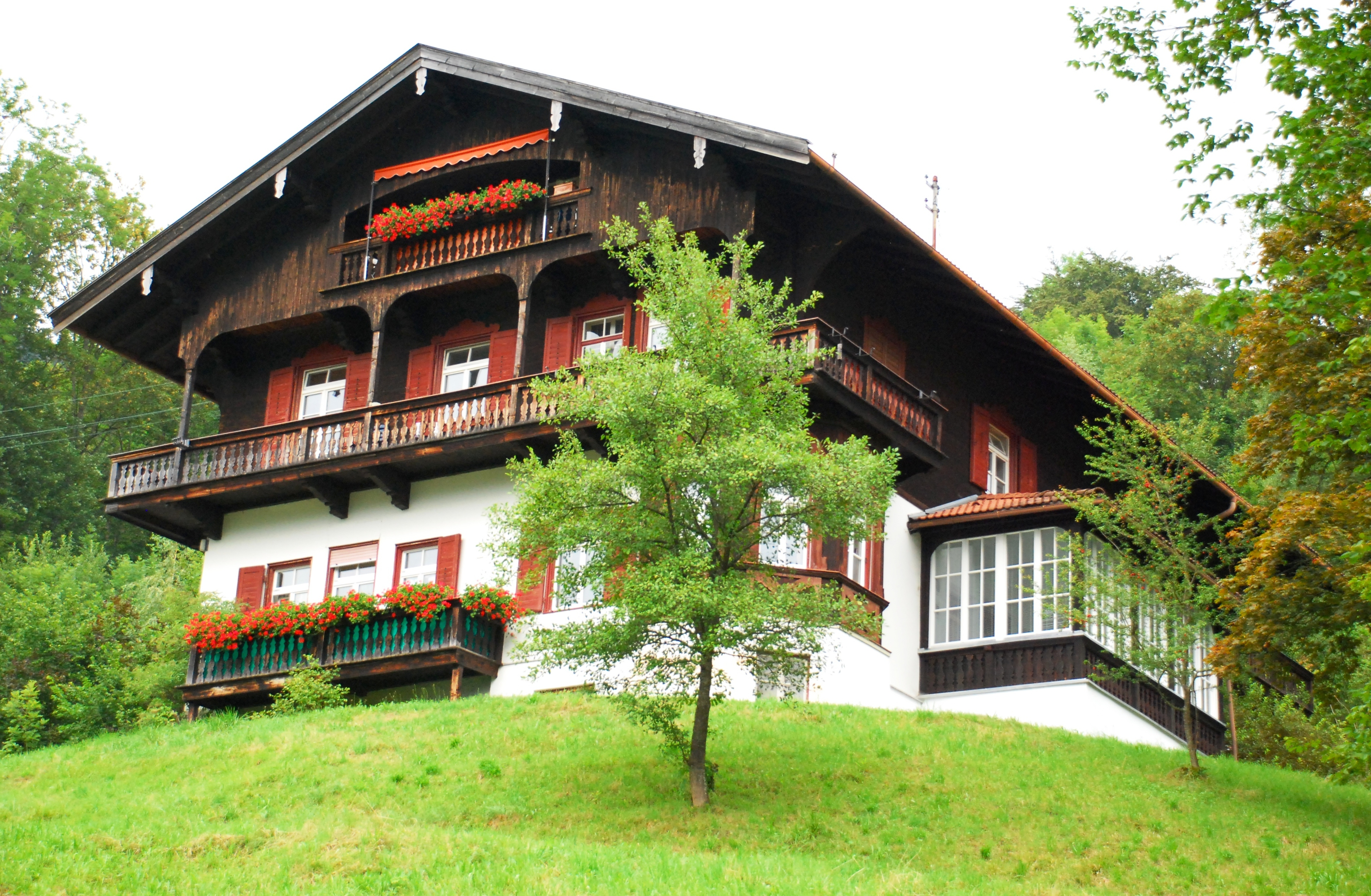
Im „Mutterhof“ befinden sich heute Mietwohnungen der Stadt Tegernsee.

1935 kaufte sie ein Haus in Tegernsee mit Ausblick auf den See und den Wallberg, dem die Tochter Margarete den Namen „Mutterhof“ gab und in das die gesamte Familie mit Töchtern und Schwiegersöhnen zog. 1936 starb ihr Ehemann.
In der Zeit des Nationalsozialismus gehörte Hedwig Courths-Mahler wie alle beruflich tätigen Schriftsteller der Reichsschrifttumskammer an. Außerdem war sie förderndes Mitglied der SS (Mitgliedsnummer 916 398). Da sie sich weigerte, ihre Romane den Vorgaben des NS-Regimes anzupassen, kam es ab 1935 kaum noch zu Neuauflagen. 1941/42 waren nur noch fünf ihrer Werke lieferbar. Später bemühte sie sich, aus der Schrifttumskammer entlassen zu werden, ihr Gesuch wurde aber abgelehnt, da „die Werke der Courths-Mahler noch vertrieben werden“.

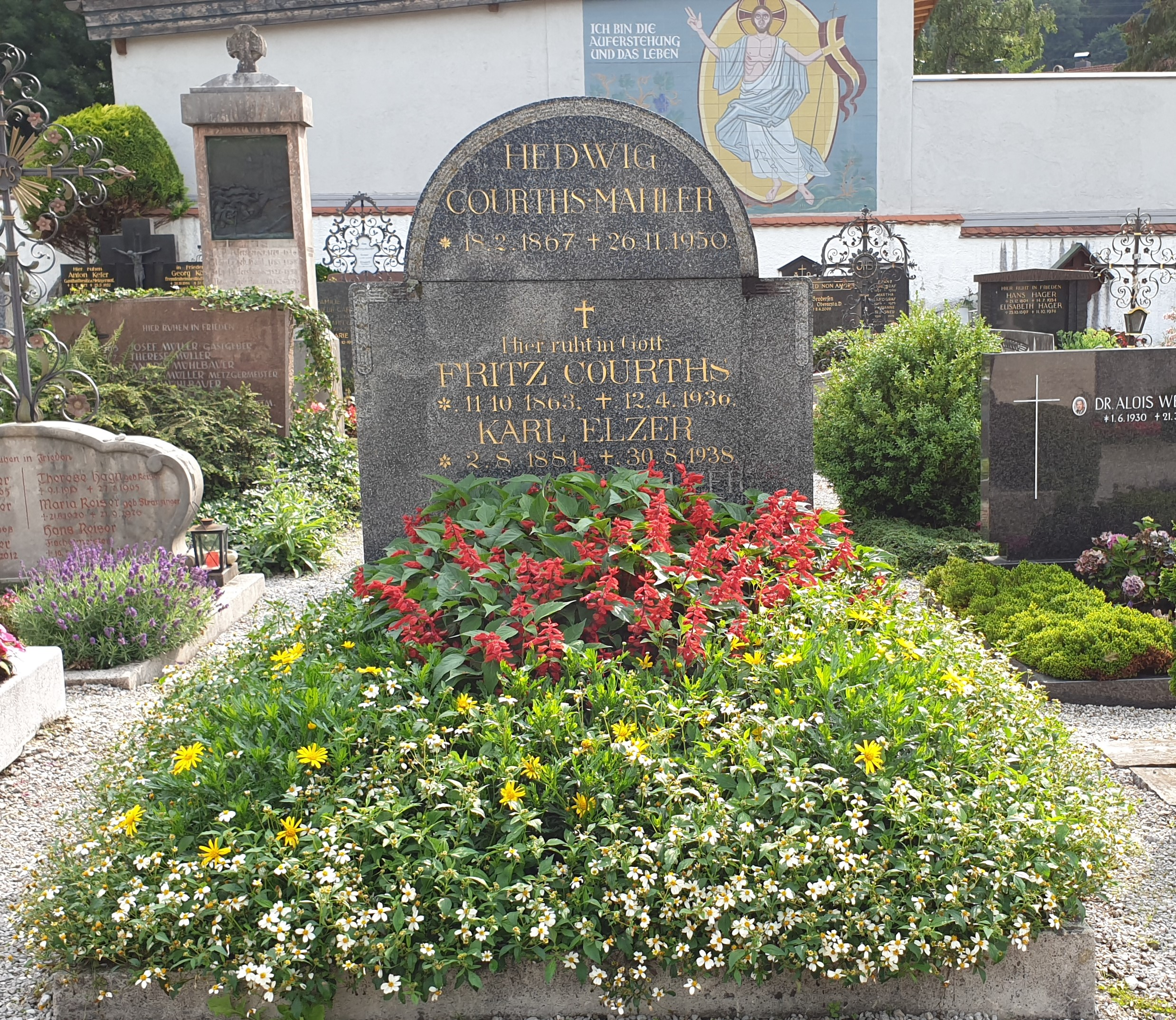
Grabstätte Hedwig Courths-Mahlers

Ihre Töchter Margarete Elzer (1889–1966) und Elfriede Stein (1891–1985, Pseudonym Friede Birkner) wurden ebenfalls erfolgreiche Schriftstellerinnen. Auch sie gerieten in politische Schwierigkeiten. Friede Birkner erhielt 1941 Schreibverbot und wurde nach dem Heimtückegesetz zu 28 Monaten Haft und Zwangsarbeit verurteilt. Margarete Elzer, die zunächst noch während der NS-Zeit Erfolge mit Trivialromanen feiern konnte, wurde 1941 aus der Reichsschrifttumskammer ausgeschlossen.
Als Courths-Mahler 1950 in ihrem Haus in Tegernsee starb, hatte sie (auch unter den Pseudonymen Relham und Hedwig Brand) insgesamt 208 Unterhaltungsromane und -novellen veröffentlicht, die in zahlreiche Sprachen übersetzt wurden und eine Gesamtauflage von geschätzt 80 Millionen Exemplaren erreichten. Über 20 Bücher wurden verfilmt. Sie wurde auf dem Friedhof in Tegernsee beigesetzt.

## Werke
Hedwig Courths-Mahlers Werke folgen allgemein dem gleichen Muster: Sozial Benachteiligte überwinden Standesunterschiede durch die Liebe. Die Liebenden kämpfen gegen allerlei Intrigen und finden schließlich zueinander, erlangen Reichtum und Ansehen. Trotz der ständigen Kritik an den Klischees in ihrem Werk und der aus heutiger Sicht konservativen Ansichten der Autorin über das männlich-weibliche Rollenverhalten finden ihre Bücher bis heute eine breite, vor allem weibliche, Leserschaft.
- Die wilde Ursula (1912)
- Was Gott zusammenfügt… (1913)
- Die Bettelprinzeß (1914)
- Ich will (1916)
- Untreu (1916)
- Griseldis (1917)
- Meine Käthe (1917)
- Die Aßmanns (1918)
- Eine ungeliebte Frau (1918)
- Die schöne Unbekannte (1918)
- Rote Rosen (1919)
- Der Scheingemahl (1919)
- Das Stille Weh (1919)[10]
- Die Herrin von Retzbach (1920)
- Im Buchengrund (1920)
- Wenn Wünsche töten könnten (1925)
- Magdalas Opfer (1929)
- Die ungleichen Schwestern (1931)
- Die Flucht vor der Ehe (1934)

Neben den als Büchern erschienenen Romanen wurden etliche Romane auch in Form einer Heftromanreihe im Bastei-Verlag herausgegeben und nach dem Auslaufen der Reihe in unregelmäßigen Abständen neu aufgelegt. In den Historischen Sammlungen der Stiftung Zentral- und Landesbibliothek Berlin befindet sich eine Bibliothek ihrer Romane.

## Rezeption

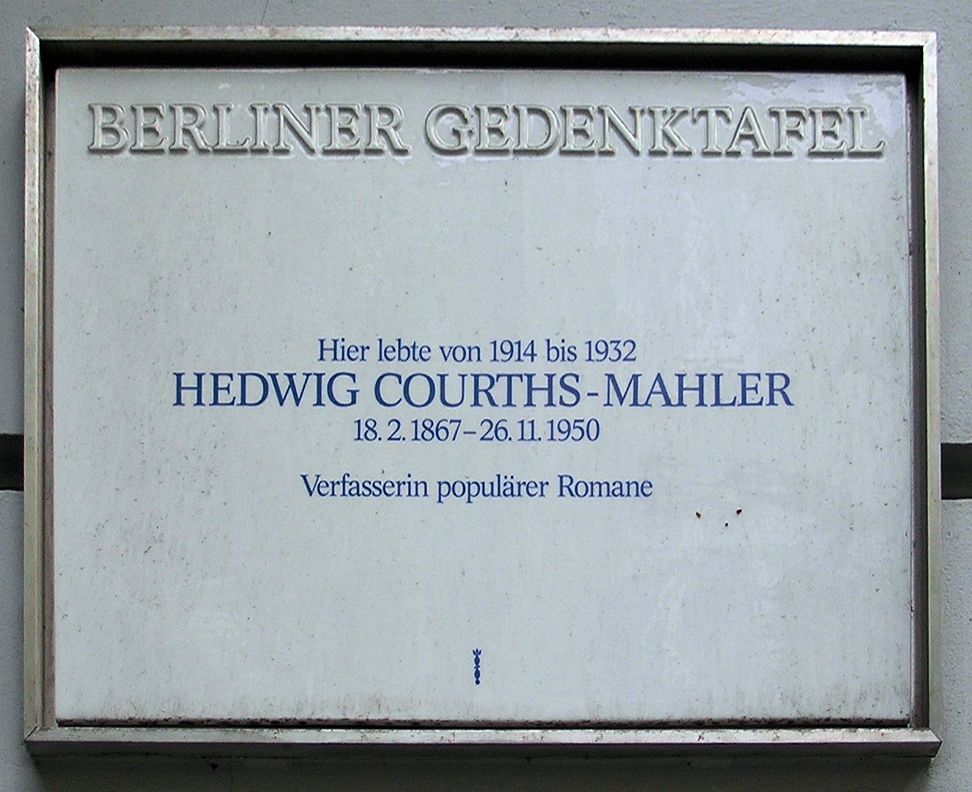
Berliner Gedenktafel am Haus Knesebeckstraße 12 in Berlin-Charlottenburg

Bereits zu Lebzeiten war Courths-Mahler eine kontroverse Figur, wie Hans Reimanns Parodie „Hedwig Courths-Mahler. Schlichte Geschichten fürs traute Heim. Geschmückt mit reizenden Bildern von George Grosz“, die 1922 erschien, deutlich macht. So erzählte sie Geschichten von blondgelockten Waisen, die von schmucken Grafen errettet werden, von giftmischenden Komtessen und treu liebenden Soldatenbräuten.  In den 1960er Jahren wurden ihre Romanmotive in der RIAS-Serie Damals war’s – Geschichten aus dem alten Berlin verwendet. Mit Unterstützung des Bastei Lübbe Verlages wurde 1991 vom Freundeskreis Hedwig Courths-Mahler in Nebra das Hedwig-Courths-Mahler-Archiv eingerichtet.

## Verfilmungen
In den 1970er Jahren wurden fünf Romane vom Süddeutschen Rundfunk (SDR) verfilmt und mit großem Erfolg ausgestrahlt. In ironisierender Weise erzählte Gert Westphal die Handlung, während die Hauptrollen mit prominenten Schauspielerinnen (z. B. Sabine Sinjen) und Schauspielern besetzt waren.
Erst im Jahr 2005 erschien der Film Durch Liebe erlöst. Dieser wurde am 21. März 2005 im ZDF mit einer Gesamtzuschauerzahl von 5,62 Millionen ausgestrahlt.
| - Die Bettelprinzeß (1974) - Griseldis (1974) - Die Kriegsbraut (1974) | - Der Scheingemahl (1974) - Eine ungeliebte Frau (1974) - Durch Liebe erlöst (2005) |

Bereits in der Stummfilmzeit, also auf dem Höhepunkt der Popularität der Autorin, war es zu folgenden Filmadaptionen gekommen: Die wilde Ursula (1917), Ruths Ehe (1919), Ich lasse dich nicht (1919), Die schöne Miss Lilian (1920), Opfer der Liebe (1921), Durch Liebe erlöst (1921), Du bist das Leben (1921), Deines Bruders Weib (1921) und Liebe und Ehe (1923). Regisseur war hier wiederholt Franz Eckstein gewesen.

## Ausstellung
Aus Anlass des 150. Geburtstages von Courths-Mahler fand im Museum Lichtenberg im Stadthaus des Berliner Bezirks Lichtenberg in der Zeit vom 17. Februar 2017 bis 2. April 2017 eine Ausstellung statt. Diese trug den Titel Märchen vom schöneren Leben und zeichnete den Werdegang der Schriftstellerin auf Bild- und Texttafeln nach.